# جوائز الدوري الإسباني

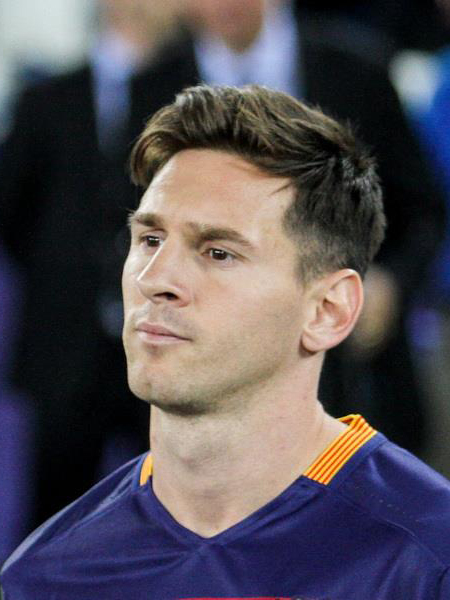
هيمن مهاجم برشلونة ليونيل ميسي على جائزة أفضل لاعب وأفضل مهاجم بـ6 و7 مرات على التوالي

جوائز الدوري الاسباني والمعروفة سابقا بـ جوائز إل أف بي، هي جوائز يتم تقديمها سنويا من قبل الرابطة الوطنية لكرة القدم المهنية (إل أف بي) إلى أفضل اللاعبين والدربين في دوري الدرجة الاولى الإسباني لكرة القدم.

## الفئات الرئيسية

### قائمة الفائزون
| الموسم  | الفئة                          | الفئة                       | الفئة                       | الفئة                                                   | الفئة                          | الفئة                         |
| الموسم  | أفضل لاعب                      | أفضل حارس                   | أفضل مدافع                  | أفضل وسط                                                | أفضل مهاجم                     | أفضل مدرب                     |
| ------- | ------------------------------ | --------------------------- | --------------------------- | ------------------------------------------------------- | ------------------------------ | ----------------------------- |
| 2008–09 | ليونيل ميسي (برشلونة)          | إيكر كاسياس (ريال مدريد)    | داني ألفيس (برشلونة)        | تشافي (برشلونة) أندريس إنييستا (برشلونة)                | ليونيل ميسي (برشلونة)          | بيب غوارديولا (برشلونة)       |
| 2009–10 | ليونيل ميسي (برشلونة)          | فيكتور فالديز (برشلونة)     | جيرارد بيكيه (برشلونة)      | تشافي (برشلونة) خيسوس نافاس (إشبيلية)                   | ليونيل ميسي (برشلونة)          | بيب غوارديولا (برشلونة)       |
| 2010–11 | ليونيل ميسي (برشلونة)          | فيكتور فالديز (برشلونة)     | إريك أبيدال (برشلونة)       | تشافي (برشلونة) أندريس إنييستا (برشلونة)                | ليونيل ميسي (برشلونة)          | بيب غوارديولا (برشلونة)       |
| 2011–12 | ليونيل ميسي (برشلونة)          | إيكر كاسياس (ريال مدريد)    | سيرخيو راموس (ريال مدريد)   | تشابي ألونسو (ريال مدريد) أندريس إنييستا (برشلونة)      | ليونيل ميسي (برشلونة)          | بيب غوارديولا (برشلونة)       |
| 2012–13 | ليونيل ميسي (برشلونة)          | تيبو كورتوا (أتلتيكو مدريد) | سيرخيو راموس (ريال مدريد)   | آسير إياراميندي (ريال سوسيداد) أندريس إنييستا (برشلونة) | ليونيل ميسي (برشلونة)          | دييغو سيميوني (أتلتيكو مدريد) |
| 2013–14 | كريستيانو رونالدو (ريال مدريد) | كيلور نافاس (ليفانتي)       | سيرخيو راموس (ريال مدريد)   | لوكا مودريتش (ريال مدريد) أندريس إنييستا (برشلونة)      | كريستيانو رونالدو (ريال مدريد) | دييغو سيميوني (أتلتيكو مدريد) |
| 2014–15 | ليونيل ميسي (برشلونة)          | كلاوديو برافو (برشلونة)     | سيرخيو راموس (ريال مدريد)   | خاميس رودريغيز (ريال مدريد)                             | ليونيل ميسي (برشلونة)          | لويس إنريكي (برشلونة)         |
| 2015–16 | أنطوان غريزمان (أتلتيكو مدريد) | يان أوبلاك (أتلتيكو مدريد)  | دييغو غودين (أتلتيكو مدريد) | لوكا مودريتش (ريال مدريد)                               | ليونيل ميسي (برشلونة)          | دييغو سيميوني (أتلتيكو مدريد) |

| أفضل لاعب         | أفضل لاعب |
| ----------------- | --------- |
| ليونيل ميسي       | 6         |
| كريستيانو رونالدو | 1         |
| أنطوان غريزمان    | 1         |

| أفضل لاعب     | أفضل لاعب |
| ------------- | --------- |
| برشلونة       | 6         |
| ريال مدريد    | 1         |
| أتلتيكو مدريد | 1         |

| أفضل حارس     | أفضل حارس |
| ------------- | --------- |
| إيكر كاسياس   | 2         |
| فيكتور فالديز | 2         |
| تيبو كورتوا   | 1         |
| كيلور نافاس   | 1         |
| كلاوديو برافو | 1         |
| يان أوبلاك    | 1         |

| أفضل حارس     | أفضل حارس |
| ------------- | --------- |
| برشلونة       | 3         |
| ريال مدريد    | 2         |
| أتلتيكو مدريد | 2         |
| ليفانتي       | 1         |

| أفضل مدافع   | أفضل مدافع |
| ------------ | ---------- |
| سيرخيو راموس | 4          |
| داني ألفيس   | 1          |
| جيرارد بيكيه | 1          |
| إريك أبيدال  | 1          |
| دييغو غودين  | 1          |

| أفضل مدافع    | أفضل مدافع |
| ------------- | ---------- |
| ريال مدريد    | 4          |
| برشلونة       | 3          |
| أتلتيكو مدريد | 1          |

| أفضل وسط        | أفضل وسط |
| --------------- | -------- |
| أندريس إنييستا  | 5        |
| تشافي           | 3        |
| لوكا مودريتش    | 2        |
| تشابي ألونسو    | 1        |
| آسير إياراميندي | 1        |
| خاميس رودريغيز  | 1        |

| أفضل وسط     | أفضل وسط |
| ------------ | -------- |
| برشلونة      | 8        |
| ريال مدريد   | 4        |
| ريال سوسيداد | 1        |

| أفضل مهاجم        | أفضل مهاجم |
| ----------------- | ---------- |
| ليونيل ميسي       | 7          |
| كريستيانو رونالدو | 1          |

| أفضل مهاجم | أفضل مهاجم |
| ---------- | ---------- |
| برشلونة    | 7          |
| ريال مدريد | 1          |

| أفضل مدرب     | أفضل مدرب |
| ------------- | --------- |
| بيب غوارديولا | 4         |
| دييغو سيميوني | 3         |
| لويس إنريكي   | 1         |

| أفضل مدرب     | أفضل مدرب |
| ------------- | --------- |
| برشلونة       | 5         |
| أتلتيكو مدريد | 3         |

## فئات إضافية
| الموسم  | الفئة                                     | الفئة                          | الفئة                                         | الفئة                          |
| الموسم  | اللعب النظيف                              | أفضل لاعب صاعد                 | لاعب العالم                                   | لاعب الخمس نجوم من الجماهير    |
| ------- | ----------------------------------------- | ------------------------------ | --------------------------------------------- | ------------------------------ |
| 2008–09 | خوان كارلوس فاليرون (ديبورتيفو لاكورونيا) | سيرجيو بوسكيتس (برشلونة)       | لم تُمنح                                       | لم تُمنح                        |
| 2009–10 | ماركوس سينا (فياريال)                     | بيدرو (برشلونة)                | لم تُمنح                                       | لم تُمنح                        |
| 2010–11 | ألبيرتو ريفيرا (سبورتينغ خيخون)           | إيكر مونياين (أتلتيك بيلباو)   | لم تُمنح                                       | لم تُمنح                        |
| 2011–12 | كارلوس بويول (برشلونة)                    | إيسكو (مالقا)                  | لم تُمنح                                       | لم تُمنح                        |
| 2012–13 | إيكر كاسياس (ريال مدريد)                  | آسير إياراميندي (ريال سوسيداد) | لم تُمنح                                       | لم تُمنح                        |
| 2013–14 | إيفان راكيتيتش (إشبيلية)                  | رافينيا (سلتا فيغو)            | كارلوس باكا (إشبيلية) ياسين إبراهيمي (غرناطة) | لم تُمنح                        |
| 2014–15 | لم تُمنح                                   | لم تُمنح                        | نيمار (برشلونة) سفيان فيغولي (فالنسيا)        | كريستيانو رونالدو (ريال مدريد) |
| 2015–16 | لم تُمنح                                   | ماركو أسينسيو (إسبانيول)       | لويس سواريز (برشلونة)                         | أنطوان غريزمان (أتلتيكو مدريد) |

تم تقديم هذه الجوائز مرة واحدة فقط:
| الموسم  | الفئة              | اللاعب                         |
| ------- | ------------------ | ------------------------------ |
| 2012–13 | اللاعب الأكثر قيمة | كريستيانو رونالدو (ريال مدريد) |
| 2013–14 | أفضل هدف           | كريستيانو رونالدو (ريال مدريد) |

## جوائز الدوري الإسباني الأخرى

### فريق الموسم
| الموسم  | الفئة                       | الفئة | الفئة                                                                                              | الفئة                                                                               |
| الموسم  | الحارس                      | الدفاع | الوسط                                                                                              | الهجوم                                                                              |
| ------- | --------------------------- | --- | -------------------------------------------------------------------------------------------------- | ----------------------------------------------------------------------------------- |
| 2013–14 | تيبو كورتوا (أتلتيكو مدريد) | خوانفران (أتلتيكو مدريد) إيميرك لابورتي (أتلتيك بيلباو) دييغو غودين (أتلتيكو مدريد) فيليبي لويس (أتلتيكو مدريد) | أندير إيتوراسبي (أتلتيك بيلباو) غابي (أتلتيكو مدريد) كوكي (أتلتيكو مدريد) إيفان راكيتيتش (إشبيلية) | دييغو كوستا (أتلتيكو مدريد) كريستيانو رونالدو (ريال مدريد)                          |
| 2014–15 | كلاوديو برافو (برشلونة)     | داني ألفيس (برشلونة) نيكولاس أوتامندي (فالنسيا) جيرارد بيكيه (برشلونة) جوردي ألبا (برشلونة)                     | غجيغوش كريتشوفياك (إشبيلية) إيفان راكيتيتش (برشلونة) خاميس رودريغيز (ريال مدريد)                   | كريستيانو رونالدو (ريال مدريد) ليونيل ميسي (برشلونة) أنطوان غريزمان (أتلتيكو مدريد) |
| 2015–16 | يان أوبلاك (أتلتيكو مدريد)  | سيرخيو راموس (ريال مدريد) دييغو غودين (أتلتيكو مدريد) جيرارد بيكيه (برشلونة) مارسيلو (ريال مدريد)               | أندريس إنييستا (برشلونة) سيرجيو بوسكيتس (برشلونة) لوكا مودريتش (ريال مدريد)                        | كريستيانو رونالدو (ريال مدريد) ليونيل ميسي (برشلونة) لويس سواريز (برشلونة)          |